# Nystalea eutalanta
Nystalea eutalanta är en fjärilsart som beskrevs av Dyar 1921. Nystalea eutalanta ingår i släktet Nystalea och familjen tandspinnare. Inga underarter finns listade i Catalogue of Life.